# 米勒斯蘭丁 (加利福尼亞州)
米勒斯蘭丁（英語：Millers Landing）是位於美國加利福尼亞州科盧薩縣的一個非建制地區。該地的面積和人口皆未知。

## 地理
米勒斯蘭丁的座標為38°57′24″N 121°50′23″W / 38.95667°N 121.83972°W，而該地的平均海拔高度為11米（即36英尺）。